# Valsaceae
Valsaceae Tul. & C. Tul. – rodzina grzybów z klasy Sordariomycetes.

## Charakterystyka
Przedstawiciele rodziny Valsaceae to grzyby saprotroficzne i pasożyty żyjące na korze lub drewnie drzew liściastych. Występują w strefie klimatu umiarkowanego na wszystkich kontynentach. Na zwykle dobrze rozwiniętej pseudostromie tworzą koliście ułożone perytecja z wyniesioną nad powierzchnią jasną lub ciemnobrunatną, dyskowatą brodawką z ujściem. Pseudostroma przy podstawie często ma ciemną warstwę plektenchymy. Askospory jednokomórkowe, wygięte w jedną stronę.

## Systematyka i nazewnictwo
Pozycja w klasyfikacji według Index Fungorum: Valsaceae, Diaporthales, Diaporthomycetidae, Sordariomycetes, Pezizomycotina, Ascomycota, Fungi.
Takson ten wprowadzili Louis René Tulasne i Charles Tulasne w 1861 r.
Według Dictionary of the Fungi do rodziny Valsaceae należą rodzaje:
- Allodiatrypella M. Niranjan & V.V. Sarma 2021
- Amphiporthe Petr. 1971
- Apioplagiostoma M.E. Barr 1978
- Chadefaudiomyces Kamat, V.G. Rao, A.S. Patil & Ullasa 1974
- Circinaria Pers. 1818
- Clypeoporthella Petr. 1924
- Cryptascoma Ananthap. 1988
- Cytospora Ehrenb. 1818
- Ditopellina J. Reid & C. Booth 1967
- Durispora K.D. Hyde 1994
- Hypospilina (Sacc.) Traverso 1913
- Kapooria J. Reid & C. Booth 1989
- Maculatipalma J. Fröhl. & K.D. Hyde 1995
- Paravalsa Ananthap. 1990
- Phruensis Pinruan 2004
- Valsa Fr. 1849